# Jesse (serie de televisión)
Jesse es una serie de televisión cómica que muestra la vida de Jesse Warner y de todas las personas que la rodean.

## Trama
Todo transcurre en Búfalo, estado de Nueva York en donde vive Jesse Warner (Christina Applegate). Ella es una madre soltera que vive con su padre (Geoge Dzundza), su hermano (John Lehr) y su hijo (Eric Lloyd), todos llamados John (o "Juan" en español, de manera irónica para que Diego "se sintiera en casa"), también tiene otro hermano con el cual vive llamado Darren (David DeLuise). Su padre es el dueño de un bar alemán en el cual trabaja Jesse.
Sus mejores amigas son Carrie (Jennifer Milmore), que está loca por los hombres, y Linda (Liza Snyder), una chica muy provocativa que trabaja con ella en el restaurante. Todo parece depender de Jesse, por lo que debe saber bien lo que hace, pero las cosas se le complican todavía más con la llegada de un nuevo vecino a la casa de al lado, el chileno Diego Vásquez (Bruno Campos) que viene a buscar una gran vida a Estados Unidos.
Su llegada hará que el mundo de Jesse se vuelva aún más exigente, pero con la satisfacción de que tiene un nuevo amor.
En la segunda temporada, Jesse se convierte en enfermera, y la trama principal comienza a girar en torno a sus amigos. 

## Elenco
| Actor               | Rol                             |
| ------------------- | ------------------------------- |
| Christina Applegate | Jesse Warner                    |
| Bruno Campos        | Diego Vásquez                   |
| Eric Lloyd          | "Little John" Warner            |
| Liza Snyder         | Linda                           |
| Jennifer Milmore    | Carrie                          |
| John Lehr           | John Warner, Jr. (1° temporada) |
| David DeLuise       | Darren Warner (1° temporada)    |
| George Dzundza      | John Warner, Sr. (1° temporada) |
| Darryl Theirse      | Kurt Bemis (2° temporada)       |
| Kevin Rahm          | Dr. Danny Kozak (2° temporada)  |
| Michael Weatherly   | Roy Bently (1° temporada)       |

## Episodios
| Temporada | Temporada | Episodio | Inicio de temporada      | Final de temporada | Ranking | Vistos (en millones) |
| --------- | --------- | -------- | ------------------------ | ------------------ | ------- | -------------------- |
|           | 1         | 22       | 24 de septiembre de 1998 | 1 de abril de 1999 | #4      | 20.1                 |
|           | 2         | 20       | 23 de septiembre de 1999 | 25 de mayo de 2000 | #12     | 16.65                |

### 1° temporada: 1998-1999
| Título                                    | Estreno                  |
| ----------------------------------------- | ------------------------ |
| A Side of Chile                           | 24 de septiembre de 1998 |
| Goober Up the Nose                        | 1 de octubre de 1998     |
| Bees Do It, Birds Do It, But Not in a Car | 8 de octubre de 1998     |
| Live Nude Girl                            | 15 de octubre de 1998    |
| Boo! He's Back                            | 29 de octubre de 1998    |
| The Methadone Clinic                      | 5 de noviembre de 1998   |
| The Kiss                                  | 12 de noviembre de 1998  |
| The Cheese Ship                           | 19 de noviembre de 1998  |
| Barko, the Holiest Dog in the World       | 10 de diciembre de 1998  |
| Boo! He's Gone                            | 17 de diciembre de 1998  |
| The Best Deal Possible                    | 14 de enero de 1999      |
| The Mischievous Elf                       | 21 de enero de 1999      |
| My Casual Friend's Wedding                | 28 de enero de 1999      |
| Hickory, Dickory, Death                   | 4 de febrero de 1999     |
| Crazy White Female                        | 11 de febrero de 1999    |
| Bar Remodel                               | 18 de febrero de 1999    |
| Touched by an Angel                       | 25 de febrero de 1999    |
| Cecil, the Angry Postman                  | 4 de marzo de 1999       |
| The Parent Trap                           | 11 de marzo de 1999      |
| Momma Was a Rollin' Stone                 | 18 de marzo de 1999      |
| Finders Keepers                           | 25 de marzo de 1999      |
| I Do, I Think I Do                        | 1 de abril de 1999       |

### 2° temporada: 1999-2000
| Título                                                            | Estreno                  |
| ----------------------------------------------------------------- | ------------------------ |
| Jesse's New Job                                                   | 23 de septiembre de 1999 |
| Driving Miss Jesse                                                | 30 de septiembre de 1999 |
| Students Get Flu, Carrie at Zoo, Monkey Throw Poo                 | 7 de octubre de 1999     |
| Everything But The Grill                                          | 14 de octubre de 1999    |
| Jesse vs. Kurt                                                    | 21 de octubre de 1999    |
| Jesse's Flat Tire                                                 | 4 de noviembre de 1999   |
| A Woman's Prerogative: The Jesse Warner Story                     | 2 de diciembre de 1999   |
| L'Eggo My Diego                                                   | 9 de diciembre de 1999   |
| The Christmas Party                                               | 16 de diciembre de 1999  |
| Jesse as Nurse, Fills in: Diego Throws Ice at Children            | 23 de diciembre de 1999  |
| Kurt Slips, Niagara Falls                                         | 6 de enero de 2000       |
| Small Time Felon: The Jesse Warner Story Part II                  | 13 de enero de 2000      |
| The Rock                                                          | 20 de enero de 2000      |
| Jesse Gives Birth                                                 | 3 de febrero de 2000     |
| My Boyfriend Went to Chile and all I Got Was This Lousy Moustache | 10 de febrero de 2000    |
| Jesse's Coat a Useful Crutch, Diego's Kitchen Not so Much         | 24 de febrero de 2000    |
| The Dump                                                          | 2 de marzo de 2000       |
| Diego's First Sleepover                                           | 16 de marzo de 2000      |
| First Blood                                                       | 25 de mayo de 2000       |
| My Best Friend's Wedding                                          | 25 de mayo de 2000       |